# メチルビニルケトン
メチルビニルケトン(略称：MVK)は、エノンに分類される反応性の高い有機化合物である。消防法に定める第4類危険物 第1石油類に該当する。

## 性質
可燃性で刺激臭のある有毒の無色の液体。水、メタノール、エタノール、アセトン、酢酸に容易に溶ける。

## 製法
工業的にはアセトンとホルムアルデヒドの脱水縮合によって合成される。

## 用途
有機合成化学では、マイケル反応のアクセプターとして振る舞うのでアルキル化剤として使われる。また、高分子化学では自発的に重合するため、プラスチックの重合体として使われる。さらに、ステロイドとビタミンA合成の中間体でもある。

## 毒性
メチルビニルケトンは非常に有害性が高く、低濃度であっても吸入すると呼吸困難の原因となる。また、容易に皮膚、目、粘膜の炎症を引き起こす。